# 中村和史
中村 和史（なかむら かずし、1994年6月7日 - ）は、日本のラグビー選手。

## プロフィール
- 東京都出身[1]。
- ポジションはプロップ(PR)。
- 身長 176cm、体重 132kg

## 略歴
高校からラグビーを始めた。
2013年、大東一高校卒業後、大東文化大学に入る。
2017年、大東文化大学卒業後、日野自動車レッドドルフィンズに加入。同年9月24日に行われたジャパンラグビートップチャレンジリーグ1stステージ第3節のマツダブルーズーマーズ戦に途中出場で公式戦初出場を果たす。
2020年、日野レッドドルフィンズを退団した。